# Hatvan
Hatvan est une ville et une commune du comitat de Heves en Hongrie qui compte environ 20 000 habitants.

## Géographie
Cette ville du massif du Mátra, arrosée par le Zagyva, se trouve à 60 km env. au nord-est de Budapest („Hatvan“ signifie « soixante » en hongrois). C'est le chef-lieu de la micro-région  d’Hatvan.

## Histoire
On a mis au jour dans les environs d’Hatvan des vestiges préhistoriques datés d'entre 5000 et 2500 av. J-Chr. Les ruines d'une tour de guet romaine ont été découverts sur le mont Strázsa. Dès le tournant du XIIe-XIIIe siècle, une route commerciale passait par le village de Hatvan, ou un pont permettait de franchir en toute sécurité la Zagyva. L'abbaye des Prémontrés date de 1264. Au XVe siècle, cette localité obtint le droit de foire, mais passa sous contrôle turc de 1544 à 1686.
En 1746, Hatvan devint fief du comte Antal Grassalkovich Ier, qui y fit édifier son château (voir photo ci-dessus) et y amena des colons allemands venus de Cologne et de Trèves. Puis une filature vit le jour. Avec le raccordement d'Hatvan au réseau ferré, la ville s'accrut de l'immigration de familles italiennes, allemandes et tchèques, et de commerçant grecs et juifs. Mais c'est l'ouverture d'une sucrerie par les industriels Deutsch-Hatvany qui, en 1889, lança véritablement l'industrialisation. Du fait de sa position de carrefour ferroviaire, Hatvan devint en 1944 le site d'un camp de regroupement pour juifs hongrois des régions d'Hatvan, Gyöngyös et Pásztó, en vue de leur déportation en camp de concentration. La gare d'Hatvan a été la proie d'une attaque aérienne le 21 septembre 1944, qui tua 600 personnes.
À l'issue de la Seconde Guerre mondiale, Hatvan fut élevée au rang de ville. Dans le cadre de la République populaire de Hongrie, l'agriculture et les industries agroalimentaires qui s'y rattachaient, furent collectivisées. À partir de 1990, Hatvan s'est reconvertie, abandonnant sa fonction de pôle agricole régional pour celui de ville industrielle et de service du bassin de Budapest. Les jumelages conclus depuis marquent la volonté d'ouverture de la ville à l'international.

## Jumelages
La ville de Hatvan est jumelée avec :
- Târgu Secuiesc (Roumanie) depuis 1998, partenaire depuis 1991
- Berehove (Ukraine) depuis 1998
- Nižný Hrušov (Slovaquie) depuis 2016
- Kokkola (Finlande) depuis 1989, partenaire depuis 1988
- Jarocin (Pologne) depuis 1997
- Maassluis (Pays-Bas) depuis 1992
- Tavarnelle Val di Pesa (Italie) depuis 1996, partenaire depuis 1989
- Alpullu (en) (Turquie) depuis 1994, partenaire uniquement